# Гасан-Фалак
Гасан-Фалак (перс. حسن فلك) — село в Ірані, у дегестані Ростак, у Центральному бахші, шагрестані Хомейн остану Марказі. За даними перепису 2006 року, його населення становило 0 осіб.

## Клімат
Середня річна температура становить 11,49 °C, середня максимальна – 30,32 °C, а середня мінімальна – -10,48 °C. Середня річна кількість опадів – 197 мм.
| Клімат поселення                              | Клімат поселення | Клімат поселення | Клімат поселення | Клімат поселення | Клімат поселення | Клімат поселення | Клімат поселення | Клімат поселення | Клімат поселення | Клімат поселення | Клімат поселення | Клімат поселення | Клімат поселення |
| Показник                                      | Січ.             | Лют.             | Бер.             | Квіт.            | Трав.            | Черв.            | Лип.             | Серп.            | Вер.             | Жовт.            | Лист.            | Груд.            |                  |
| Середній максимум, °C                         | 6,73             | 8,56             | 12,30            | 18,54            | 23,89            | 29,61            | 30,32            | 29,89            | 25,60            | 19,04            | 12,24            | 7,10             |                  |
| Середня температура, °C                       | −1,88            | −0,04            | 3,70             | 9,94             | 15,28            | 21,00            | 24,62            | 24,16            | 19,89            | 13,32            | 6,53             | 1,40             |                  |
| Середній мінімум, °C                          | −10,48           | −8,66            | −4,9             | 1,33             | 6,68             | 12,41            | 18,90            | 18,47            | 14,20            | 7,61             | 0,82             | −4,33            |                  |
| Норма опадів, мм                              | 33               | 32               | 36               | 25               | 16               | 2                | 2                | 1                | 1                | 6                | 18               | 25               |                  |
| Середньомісячна швидкість вітру, м/с          | 1.19             | 1.89             | 2.32             | 2.61             | 2.44             | 2.29             | 2.18             | 2.05             | 2.04             | 1.84             | 1.67             | 1.26             |                  |
| Середньомісячна сонячна радіація, кДж/м²·день | 9977             | 13145            | 15782            | 18847            | 22720            | 26823            | 25769            | 24440            | 21618            | 16290            | 11576            | 9597             |                  |
| --------------------------------------------- | ---------------- | ---------------- | ---------------- | ---------------- | ---------------- | ---------------- | ---------------- | ---------------- | ---------------- | ---------------- | ---------------- | ---------------- | ---------------- |
| Джерело:                                      |                  |                  |                  |                  |                  |                  |                  |                  |                  |                  |                  |                  |                  |